# Совка пірамідальна
Совка пірамідальна (Amphipyra pyramidea) — метелик родини совок Noctuidae, ряд лускокрилі (Lepidoptera).

## Морфологічні ознаки
Передні крила бурі; зовнішня і внутрішня перев'язі вузькі, темні, дрібнозубчасті, із блідим облямуванням. Кругла пляма невелика, обмежена світлою лінією. Задні крила коричнювато-вохристі, з коричневим затіненням на передньому краї. 

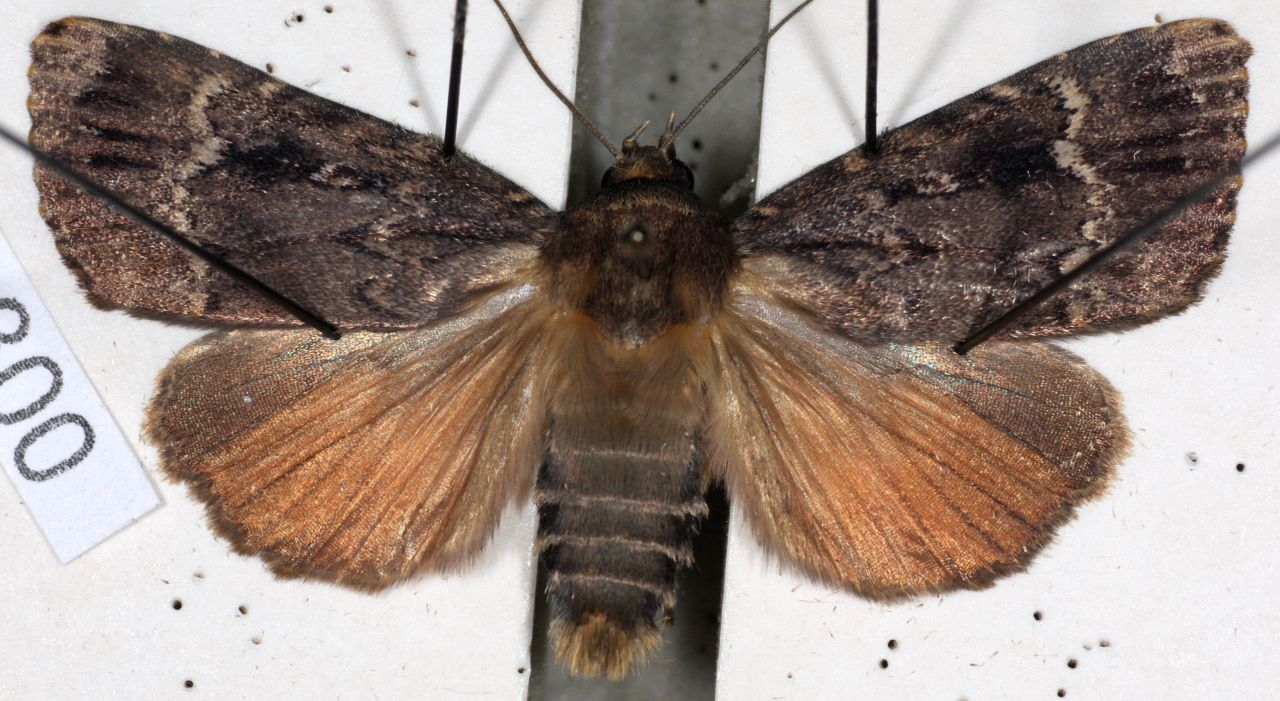
Copper underwing

## Поширення та екологія
В Україні поширена повсюдно. Гусениці живляться листками верби, бука, дуба, ліщини, терену, горіха тощо.